# Линденау (Верхняя Лужица)
Линденау (нем. Lindenau) — община в Германии, в земле Бранденбург.
Входит в состав района Верхний Шпревальд-Лужица. Подчиняется управлению Ортранд. Население составляет 729 человек (на 31 декабря 2010 года). Занимает площадь 11,13 км².
| Год  | Население |
| ---- | --------- |
| 2005 | 783       |
| 2010 | 749       |